# Ганс-Ульріх Бак
Ганс-Ульріх Бек (нім. Hans-Ulrich Back; 26 серпня 1896, Саарбрюкен — 14 лютого 1976, Гаген) — німецький воєначальник, генерал-майор вермахту. Кавалер Лицарського хреста Залізного хреста.

## Біографія
Син прусського генерал-майора Ульріха Бака. 4 серпня1914 року поступив на службу фанен-юнкером у Османську армію, в жовтні того ж року перейшов у Прусську армію. Учасник Першої світової війни. В лютому 1919 року вступив у фрайкор, згодом — у рейхсвер, проте 30 червня 1920 року був відправлений у відставку у зв'язку із скороченням чисельності збройних сил. Після цього поступив на службу в поліцію Ганновера. З 6 грудня 1934 по 22 січня 1935 року проходив спеціальний курс тактичної підготовки в поліцейському училищі Потсдама. В середині жовтня 1935 року поступив на службу у вермахт.
Учасник Французької кампанії. З 26 серпня 1940 по 19 липня 1942 року — командир 304-го стрілецького полку, після чого був відправлений у резерв. З 15 вересня 1942 по 1 листопада 1943 року — командир 11-ї панцергренадерської бригади. З 1 листопада 1943 по 11 серпня 1944 року — командир 16-ї танкової дивізії. З 9 жовтня 1944 по 1 січня 1945 року — командир 178-ї запасної танкової дивізії. З 1 січня по березень 145 року — командир 232-ї танкової дивізії. 28 березня 1945 року був важко поранений в Австрії і зустрів кінець війни у військовому госпіталі.

## Звання
- Фанен-юнкер (4 серпня 1914)
- Унтер-офіцер (3 лютого 1915)
- Фенрих (18 червня 1915)
- Лейтенант (30 липня 1915)
- Обер-лейтенант (30 червня 1920)
- Лейтенант поліції (1 липня 1920)
- Обер-лейтенант поліції (10 листопада 1921)
- Гауптман поліції (3 липня 1926)
- Гауптман вермахту (15 жовтня 1935)
- Майор (18 січня 1936)
- Оберст-лейтенант (30 січня 1939)
- Оберст (13 грудня 1941)
- Генерал-майор (20 лютого 1944)

## Нагороди

### Перша світова війна
- Залізний хрест 2-го класу (14 листопада 1914)
- Військова медаль (Османська імперія) (25 липня 1916)
- Нагрудний знак «За поранення» в чорному і в сріблі (15 квітня 1918)
- Залізний хрест 1-го класу (23 травня 1918)

### Міжвоєнний період
- Почесний хрест ветерана війни з мечами (9 листопада 1934)
- Медаль «За вислугу років у Вермахті» 4-го, 3-го і 2-го класу (18 років) (2 жовтня 1936) — отримав 3 медалі одночасно.
- Медаль «У пам'ять 13 березня 1938 року» (8 листопада 1938)
- Медаль «У пам'ять 1 жовтня 1938» із застібкою «Празький град»

### Друга світова війна
- Застібка до Залізного хреста
  - 2-го класу (27 вересня 1939)
  - 1-го класу (20 жовтня 1940)
- Нагрудний знак «За танкову атаку»
- Лицарський хрест Залізного хреста (5 серпня 1940)
- Медаль «За зимову кампанію на Сході 1941/42»
- Відзначений у Вермахтберіхт (31 січня 1944)